# الشرطة المساعدة الأوكرانية
Ukrainische Hilfspolizei أو الشرطة المساعدة الأوكرانية ( (بالأوكرانية: Українська допоміжна поліція, Ukrains'ka dopomizhna politsiia)‏ كان الاسم الرسمي لتشكيل الشرطة المحلية التي أنشأتها ألمانيا النازية خلال الحرب العالمية الثانية في ريشسكوميساريا أوكرانيا؛ بعد وقت قصير من الفتح الألماني للجمهورية الاشتراكية السوفيتية الأوكرانية في عملية بارباروسا ضد الاتحاد السوفيت، حليف ألمانيا السابق في غزو بولندا. 
تم إنشاء الشرطة المساعدة الأوكرانية من قبل هاينريش هيملر في منتصف أغسطس 1941 ووضعها تحت سيطرة شرطة النظام الألمانية في أراضي الحكومة العامة.  تم تشكيل الشرطة المساعدة الأوكرانية رسميا في 20 أغسطس 1941.  تتألف القوة النظامية من جزء كبير من الأعضاء السابقين في ميليشيا الشعب الأوكراني التي أنشأتها أونOUN في يونيو.  كانت هناك فئتان من المنظمات المسلحة الأوكرانية التي تسيطر عليها ألمانيا. تتألف الأولى من وحدات الشرطة المتنقلة التي تسمى في معظم الأحيان فرق الحراسة، أو Schuma، نظمت على مستوى الكتيبة والتي شاركت في قتل اليهود وفي الحرب الأمنية في معظم مناطق أوكرانيا. كانت تابعة مباشرة للقائد الألماني للشرطة النظام للمنطقة. 
أما الفئة الثانية فكانت قوة الشرطة المحلية، والتي كانت تسمى ببساطة الشرطة الأوكرانية (UP) من قبل الإدارة الألمانية، والتي نجحت قوات الأمن الخاصة في تشكيلها بنجاح في مقاطعة غاليسيا (تشكلت في 1 أغسطس 1941) حيث امتدت من الجنوب الشرقي من الحكومة العامة. والجدير بالذكر أن مقاطعة غاليسيا كانت وحدة إدارية منفصلة عن حكومة أوكرانيا الفعلية. لم تكن مرتبطة مع بعضها البعض سياسيا. 
ظهرت تشكيلات الشرطة الأوكرانية أيضًا شرقًا أيضًا في أوكرانيا السوفيتية التي احتلتها ألمانيا في بلدات ومدن مهمة مثل كييف. كانت القوات القائمة على المناطق الحضرية تابعة لشرطة حماية قائد الدولة الألمانية في المدينة ( الشرطة الوقائية أو Schupo)؛ كانت مراكز الشرطة الريفية تابعة لمنطقة قائد الدرك الألماني. وكانت هياكل شوبو والدرك أنفسهم تابعة لمنطقة قائد شرطة النظام. 

## التاريخ

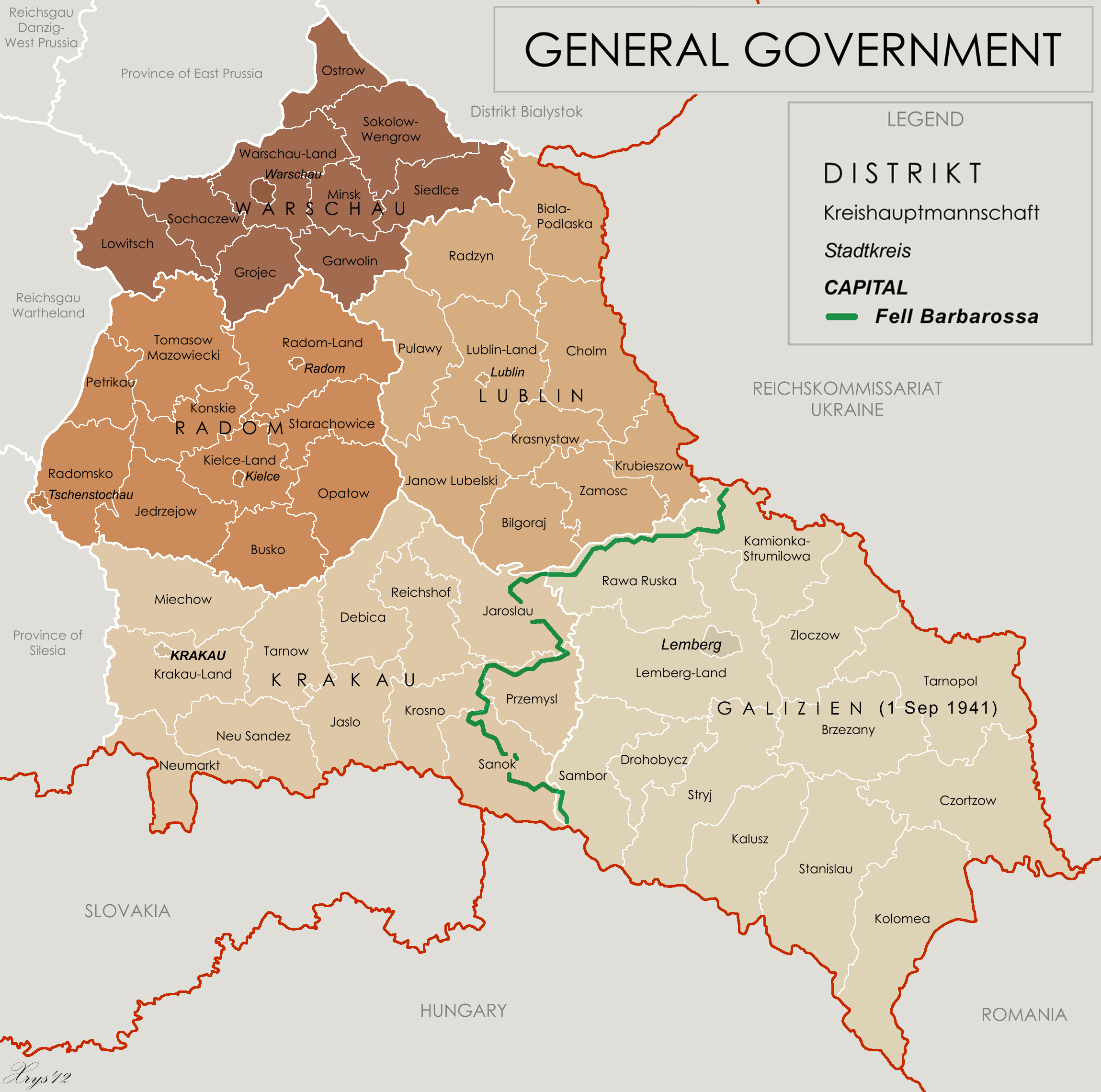
خريطة للتوزيع الألماني Galizien اعتبارًا من 1 سبتمبر 1941

ظهرت قوة الشرطة البلدية المحلية في جمهورية أوكرانيا الاشتراكية السوفياتية المحتلة مباشرة بعد بدء عملية بارباروسا. كان ذلك نتيجة لأمر أصدره القائد الألماني لرئيس شرطة النظام في كراكوف المحتلة في 27 يوليو 1941. خضعت الشرطة المساعدة الأوكرانية في مقاطعة غاليسيا الجديدة تحت قيادة المكتب الألماني للحكومة العامة. 
لم يوجد مركز قيادة عرقي فعلي في أوكرانيا. صعد كبير ضباط الشرطة الأوكرانية، فلاديمير بيتولاي، إلى رتبة رائد وأصبح قائد المنطقة ( الرائد دير أوكرانيش بوليزى وكوماندور ) في لمبيرج (الآن لفيف). تم إنشاء مدرسة للشرطة في لفيف من قبل قائد قوات الأمن والشرطة في المقاطعة من أجل تلبية خطط النمو. كان مدير المدرسة إيفان كوزاك.  بلغ العدد الإجمالي للرجال المجندين في Distrikt Galizien الجديد المستقل سياسيا 5000 شخص (من أصل 6000 المخطط لهم، حيث كان ينظر إلى الشرطة نظرة سلبية في غاليسيا بسبب الإجراءات الألمانية في أوكرانيا) وشمت 120 من ضباط ذوي الرتب المنخفضة الذين خدموا هناك. واستخدمت الوحدات في المقام الأول للحفاظ على النظام والقيام بواجبات الانتصاب.  تم تقييد أعمالهم من قبل مجموعات الشرطة الأخرى مثل سوندرديان، المكونة من Volksdeutsche . كريبو (الشرطة الجنائية)؛ دويتشه رايخسبان (شرطة السكك الحديدية والنقل) وWerkschutz، الذين حافظوا على النظام وقامو بحراسة المنشآت الصناعية. كانت مدعومة من قبل شرطة الحماية الأوكرانية وشرطة الأمر الأوكرانية.

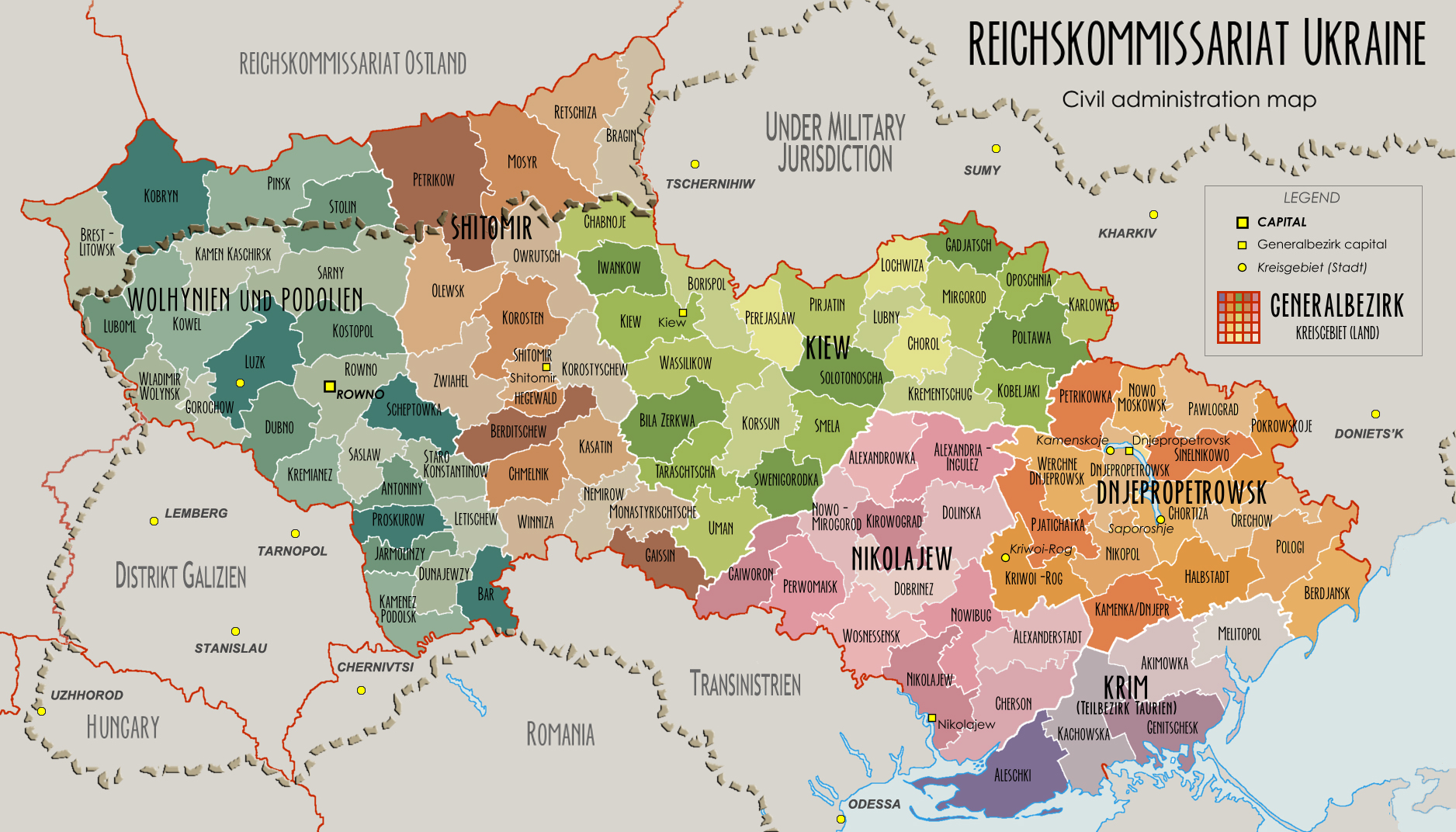
خريطة الإدارة العسكرية في أوكرانيا فرضها على خريطة أوكرانيا الحديثة

في إقليم الرايخسكوميساريا في أوكرانيا الذي تم تشكيله حديثًا، تم تسمية قوات الشرطة لمساعدة باسم فرق الحراسة،   وبلغ عددهم أكثر من 35000 رجل في جميع أنحاء الأراضي المحتلة، بعدد 5000 في غاليسيا.  تعكس أسماء الكتائب اختصاصها الجغرافي.  مثل ضابط الفيلق السياسة الخارجية الألمانية. كتب البروفيسور ويندي لور من جامعة توسون أنه على الرغم من أن الأوكرانيين فاق عددهم إلى حد كبير عدد غير الألمان في الشرطة المساعدة، إلا أن فولكس دويتشه الألمانية عرقيًا من أوكرانيا فقط مُنحت الأدوار القيادية.  كثير من أولئك الذين انضموا إلى صفوف الشرطة خدموا كميليشيات تحت الحكم السوفيتي منذ غزو بولندا في عام 1939.  كتب الأستاذ تاديوش بيوتروفسكي أن غالبية الأوكرانيين في الشرطة المساعدة في غاليسيا جاءوا من OUN -B،  وهو ما أكده البروفيسور جون بول هيميكا كمرحلة انتقالية مهمة من تورط OUN في المحرقة.  وفقًا لأندرو جريجوروفيتش، فإن التكوين العرقي للشرطة المساعدة يعكس التركيبة السكانية للأرض وشمل ليس فقط الأوكرانيين ولكن أيضًا الروس من بين أسرى الحرب السوفيت، والبولنديين الذين تم تجنيدهم من السكان المحليين، وفولكسدوتش الألمانية من جميع الجنسيات.  ومع ذلك، يصر براوننج ( الرجال العاديون ) و السفلى على أنه بالنسبة للإدارة الألمانية، لا يمكن الاعتماد على «الأوكرانيين والألمان العرقيين المحليين للمساعدة في القتل».   أيضًا، وفقًا لألكسندر بروسين، كان معظم الأعضاء الأوكرانيين عرقيًا، وبالتالي الاسم أو القوة.  كانت الشرطة المساعدة تحت قيادة جيرمانك-إس إس، وأينزاتسغروبن، والإدارة العسكرية مباشرة. 